# 고스티바르

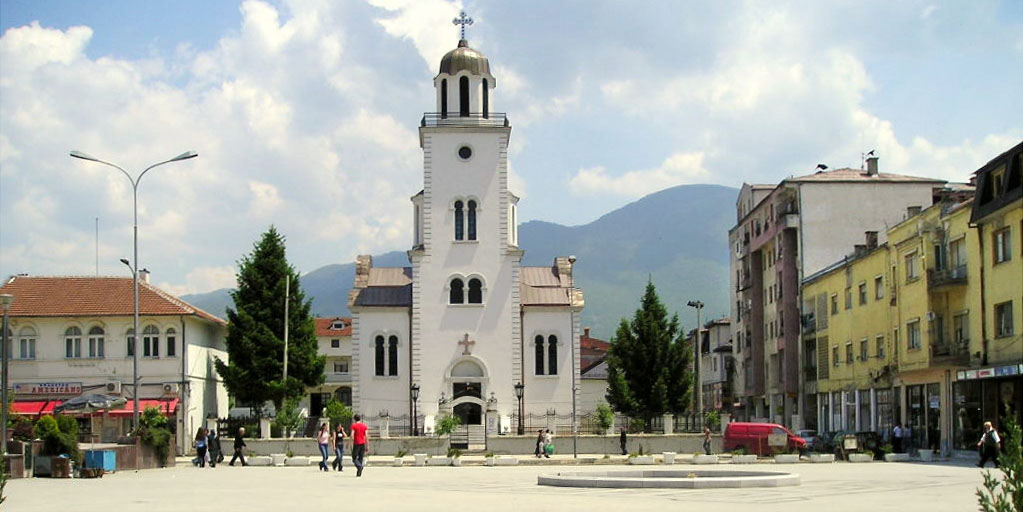
고스티바르 시가지

고스티바르(마케도니아어: Гостивар, 알바니아어: Gostivari 고스티바리, 튀르키예어: Gostivar 고스티바르[*])는 마케도니아 공화국 북동부에 위치한 도시로 면적은 1,341km2, 인구는 81,042명(2002년 기준)이다. 고스티바르 시의 행정 중심지이며 테토보를 연결하는 총연장 24km의 고속도로가 지나간다.